# 生命册
《生命册》是河南作家李佩甫于2012年发表的长篇小说，作家出版社发行，全书共12章约38万字，与之前发表的《羊的门》、《城的灯》组成“平原三部曲”，2015年获得第九届茅盾文学奖。

## 创作主题
据记者对李佩甫的采访，李佩甫说道：“《羊的门》写的是客观，诉说了土地的沉重及植物生长的向度。《城的灯》写的是主观、是逃离，是对“灯”的向往。《生命册》写的是“树”，是一个人的精神成长史和“土壤”、“植物”的丰富性。通过“树”的成长史，以内心独白的方式写了一个人50年的心灵史。三部作品是递进关系，是一次次的发问，是三部曲。《生命册》的宽阔度、复杂度是最全面、最具代表性的，是一次关于“平原说”的总结。”

## 故事概况
“我”是一个“背负土地行走的人”，一个从农村走向城市的知识分子，一个深刻、冷静、内敛、节制的人。我原本是无梁村的一个孤儿，受到村裡人的抚养而长大成人，后来考到城里读大学，毕业后在省城当大学教师，由于与一个女学生梅村发生情感关系，于是辞职与大学同窗骆国栋一起到北京当“北漂”写手，之后再到上海成为股票市场上的操盘手，最后成为一家上市公司的负责人、企业家。最后骆驼跳楼自杀，我则因车祸而被扎坏一只眼睛，躺在医院里反思自己的人生经历。除了我，作品还塑造了“骆驼”骆国栋、“老姑父”蔡国寅、梅村、梁五方、虫嫂、春才、杜秋月这几个典型的人物形象。

## 主要人物
- 吴志鹏：“我”，河南颖平县（虚构县名）无梁村人，孤儿，是一名从农村走向城市的知识分子，硕士毕业后，最初担任一所郑州高校（省财贸学院）的助教，后辞职与另外三人到北京写书，后到上海从事股票证券事业获利400多万，成为中药企业“厚朴堂”的合伙人和高管、顾问。在骆国栋自杀后，我在高速公路上遭遇一场车祸，眼睛受到重伤并住院接受手术治疗。
- 梅村：省财贸学院的学生，长相漂亮，与吴志鹏有感情约定——吴志鹏曾发誓要带着99朵“阿比西尼亚玫瑰”去找她。因为理想主义而与来自甘肃的诗人苦水（已婚男人）同居了一段日子，被学校开除学籍；之后出于经济的原因与省政府高干子弟徐延军结婚；之后成为北京画家雁九天（笔名，姓严）的女模特、妻子，后因为矛盾而离婚。
- 蔡国寅：原是一名驻扎于颖平县的炮兵部队的上尉连长，因爱慕县中学女学生吴玉花而入赘到无梁村，婚后夫妻感情不合，担任村支书，“我”称之为老姑父，他曾得到过许多军功勋章。
- 蔡苇香：蔡国寅与吴玉花的三女儿，后来成为一名女企业家，是一家板厂的老总，改名为蔡思凡，最后她将父亲的墓地迁葬，与刚逝世的母亲葬在一个新的墓地里。
- 骆国栋：绰号“骆驼”，兰州人，“我”的大学研究生同学，经商伙伴，缺少一只胳膊。在深圳从事股票事业后获利上千万元，中药企业“厚朴堂”的合伙人、董事长。卫丽丽为其妻子。因攀着与范副省长的关系而达到事业辉煌拥有巨额财富，也因此在范家福副省长被中纪委调查后，公司面临困境，最后从18楼跳楼身亡。
- 梁五方：无梁村的工匠，因不合群而受到村里人的冷待。在政治运动中受到残酷对待，后来长期申诉上访为自己的委屈经历讨说法。最后成为一名算命先生。
- 虫嫂：无梁村名声不好的妇女，老拐的老婆，生有大国、二国和三花共3个子女，后来到县城收破烂。
- 春才：比吴志鹏大7岁，是村里最帅的男子，善长编草席子，但是沉默寡言。因感情问题他用刀把自己的生殖器割掉。后来在豆腐坊里干活。改革开放时代因豆腐坊颇具规模收入不错成为村里的“万元户”典型代表而受到县里的公开表扬，后与一名来自河北的女子惠惠结婚，惠惠来此地101天后把他放在坊里的钱都偷走了。晚年仍经营着一个豆腐坊，并要偿还之前开豆制品加工厂时欠下的债务。
- 杜秋月：大学毕业的城里人，在毛泽东时代由于男女感情致使女方怀孕，被下放到无梁村从事劳动改造，先挑尿后担任小学教师，是吴志鹏的老师。文革时期被打倒，1969年娶了本村的寡妇刘玉翠，生有一女。文革结束后，经过多年的艰苦努力才回到城里，但是骗了刘玉翠与之离婚，刘则不依不饶步步紧逼，致使他多次更换教学工作单位。

## 评价
第九届茅盾文学奖评委会对《生命册》的颁奖辞：“《生命册》的主题是时代与人。在从传统乡土到现代都市的巨大跨越中，李佩甫深切关注着那些“背负土地行走”的人们。他怀着经典现实主义的雄心和志向，确信从人的性格和命运中，可以洞见社会意识的深层结构。《生命册》以沉雄老到的笔力塑造了一系列鲜明的人物形象。快与慢、得与失、故土与他乡、物质与精神，灵魂的质地在剧烈的颠簸中经受缜密的测试和考验，他们身上的尖锐矛盾所具有的过渡性特征，与社会生活的转型形成了具体而迫切的呼应。《生命册》正如李佩甫所深爱的大平原，宽阔深厚的土地上，诚恳地留下了时代的足迹。”